# 影视同期声
影视同期声是中央电视台电视剧频道一档娱乐新闻节目，由华夏视听环球传媒承製，主持人由冀星、王梁主持，每周一至周六下午12:30在中央电视台电视剧频道播出。

## 栏目成员

### 主持人
- 王梁
- 冀星
- 吴瑕

### 编导
- 吴丹
- 谈晔
- 杨柳
- 石睿
- 吴兆慧
- 董若琦
- 张诚
- 姚珩
- 齐晓轩

### 摄像
- 刘洋
- 高阳
- 邓伟
- 金朝
- 林鹏
- 刘浩然
- 郑东培

## 播出时间

### 首播
- 中央电视台电视剧频道 周一至周六12:30

### 重播
- 中央电视台电视剧频道 周二至周日07:10